# Messier 61

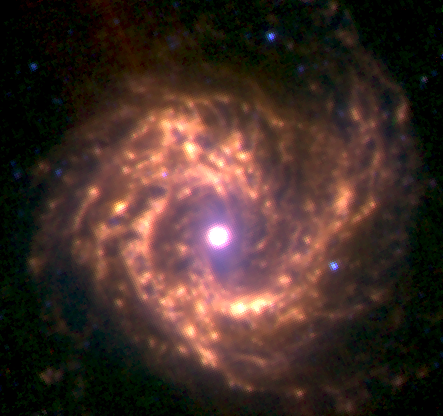
Nabij-infrarood (3,6; 5,8; 8,0 micrometer) opname door de Spitzer Space Telescope

M61 (Messier 61) of NGC 4303 (Zwellende spiraalstelsel) (Swelling spiral galaxy) is een spiraalvormig sterrenstelsel in het sterrenbeeld Maagd (Virgo) gelegen in de Virgocluster. Het stelsel is op 5 mei 1779 ontdekt door Barnaba Oriani (1752-1832).
M61 heeft een diameter van 100 000 lichtjaar en een absolute magnitude van -21,2.
Er zijn 8 supernovae waargenomen in dit stelsel: 1926A, 1961I, 1964F, 1999gn, 2006ov, 2008in, SN 2014dt en 2020 jfo.